# زيت أبيض
الزيت الأبيض هو مبيد حشري يُستخدم لمكافحة مجموعة واسعة من الآفات الحشرية في الحديقة المنزلية، حيث يعمل رذاذهُ على سد مسام التنفس لدى الحشرات مما يسبب اختناقها وموتها؛ وهو فعال في مكافحة حشرات المن، والحشرات القشرية، والبقيات الدقيقية، والسّوسة، وحافرة أنفاق أوراق الحمضيات، واليرقات ذات الجلد الناعم، كما أن «الزيت الأبيض» هو الاسم البديل للزيوت المعدنية.

## مبيدات عضوية تجارية
يُباع الزيت الأبيض تجاريًا كمبيد آفات عضوي ذو أساس زيتي بترولي (معدني) إما على شكل مُرَكّز أوزجاجة أوعُلبة رذاذ جاهزة للاستخدام.
يمكن استخدام مصطلح «زيت البستنة» لتمييز هذا المنتج ذو الأساس الزيتي البترولي عن المنتجات المصنوعة منزليًا باستخدام الزيت النباتي.

## وصفة ذاتية الصنع
تختلف الكميات اعتمادًا على المصدر؛ لكن الخليط النموذجي المُرَكّز الشائع يتكون من أربعة أجزاء من الزيت النباتي (زيت غير معدني) إلى جزء واحد من سائل غسيل الصحون أومنظف (لغسل اليد)،
ثم يمكن مزجه في خلاط أو رجّه باليد في مرطبان أو زجاجة حتى يتجانس ليتم تخزينه.

## استخدام
يجب تخفيف المُركّزات قبل الاستخدام بنسبة 10-20 مل من التركيز لكل لتر من الماء ووضعها في زجاجة رذاذ أو بخاخ، وكما هو الحال مع زجاجات الرش أو العلب الجاهزة للاستخدام يُوضع الخليط على جميع أسطح أوراق النبات والسيقان.
تشير جميع المصادر إلى أنه لا ينبغي استخدام الزيت الأبيض عندما تكون درجات الحرارة المُتوقعة أعلى من 25-30 درجة مئوية؛ لأن استخدامها في هذ الحالة قد يتسبب في «احتراق» النبات.